# Criônica
Criônica (português brasileiro) ou criónica (português europeu) é o processo de preservação em baixas temperaturas de humanos e animais que não podem mais ser mantidos vivos pela medicina contemporânea, na esperança de que a cura e reanimação sejam possíveis no futuro. O termo é uma tradução do inglês cryonics, derivado da palavra grega κρύος (kryos), que significa congelado. É frequentemente enxergado como pseudociência.

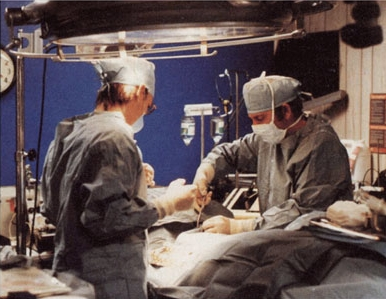
Técnicos preparam um paciente para criopreservação.

A criopreservação de pessoas ou animais não é reversível com a tecnologia actual. A razão para a criónica é de que as pessoas que são consideradas mortas pelos actuais critérios legais médicos podem não necessariamente estar mortas de acordo com a definição mais rigorosa de morte teórica de informação. Supõe-se que as pessoas criopreservadas poderão um dia ser recuperadas usando tecnologia altamente avançada do futuro.
As tecnologias de reanimação futura assumidas pela criónica ainda são hipotéticas e não muito conhecidas ou reconhecidas. Respondendo ao cepticismo de cientistas, como Steve Jones, uma carta aberta de apoio à criónica foi escrita e assinada por 62 cientistas. Até 2010, apenas cerca de 200 pessoas passaram pelo procedimento desde que foi proposto pela primeira vez em 1962. Nos Estados Unidos, a criónica só pode ser legalmente realizada em seres humanos depois de terem sido pronunciados legalmente mortos, pois em contrário contaria como assassinato ou suicídio assistido.
Os procedimentos da criónica idealmente devem começar dentro de minutos após paragem cardíaca, com o uso de crioprotectores para evitar a formação de gelo durante a criopreservação. No entanto, a ideia da criónica também inclui a preservação de pessoas com atrasos post-mortem por causa da possibilidade das estruturas cerebrais que englobam a memória e personalidade poderem persistir. Se suficiente informação cerebral ainda existe para a criónica preservar, isso é algo que pelo conhecimento presente parece ser intrinsecamente improvável. Portanto, a maioria dos defensores da criónica vê-lo como uma intervenção com perspectivas de sucesso que variam dependendo das circunstâncias.

## Premissas da criónica
A premissa central da criónica é a de que a memória de longo prazo, personalidade e identidade são armazenadas em estruturas celulares duráveis e padrões dentro do cérebro que não requerem a atividade cerebral contínua para sobreviver. Essa premissa é geralmente aceita na medicina; sabe-se que sob determinadas condições, o cérebro pode parar de funcionar e ainda assim mais tarde recuperar com retenção de memória de longo prazo. Premissas científicas adicionais da criónica são que (1) estruturas cerebrais que codificam a personalidade e memória de longo prazo persistem por algum tempo após a morte, (2) essas estruturas são preservadas pela criopreservação, e (3) futuras tecnologias poderão restaurar as memórias, são teoricamente possíveis.
A criónica é controversa porque as tecnologias da premissa (3) são tão avançadas que as premissas (1) e (2) são consideradas irrelevantes pela maioria dos cientistas. Se vestígios biológicos de memória ou personalidade podem persistir após a morte clínica é obviamente uma questão de interesse. Da mesma forma, fora da criónica não há interesse na questão de saber se a codificação de memória pode sobreviver à criopreservação porque a questão é considerada como sem sentido até que a criopreservação possa ser revertida. Actualmente apenas as células, tecidos e alguns órgãos pequenos podem ser reversíveis após criopreservação. A ciência médica está principalmente preocupada com o que é comprovadamente concebível, não o que é teoricamente possível. Portanto não há especialidades científicas ou jornais directamente preocupados com a questão científica posta pela criónica.
Defensores da criónica afirmam que com a tecnologia actual é possível preservar as finas estruturas celulares do cérebro na qual a memória e a identidade reside. Eles dizem que a preservação comprovadamente reversível não é necessária para atingir a meta actual da criónica, que é a preservação da informação do cérebro que codifica a memória e a identidade pessoal. Eles acreditam que os procedimentos criónicos actuais podem preservar a base anatómica da mente, e que isso deve ser suficiente para impedir a morte teórica de informação até que o reparo no futuro seja possível.
Uma premissa moral da criónica é a de que criopreservando pessoas quando não ha mais nenhuma esperança, é a coisa certa a fazer, algumas vezes mesmo até debaixo de más condições que fazem as premissas científicas da criónica altamente incertas. Alguns crionicistas acreditam como uma questão de princípio de que qualquer pessoa que normalmente seria considerada como morta, deveria ser um paciente permanente para o que quer que os avanços do futuro possam trazer.

## Obstáculos para o sucesso

### Lesões de preservação
A criopreservação de longo prazo pode ser conseguida através do arrefecimento para perto de 77,15 Kelvin, o ponto de ebulição do nitrogénio líquido. É uma crença errada de que as células poderão sofrer lise (arrebentar) devido à formação de cristais de gelo dentro da célula, já que isso só ocorre se a taxa de congelamento exceder a perda osmótica de água no espaço extracelular. No entanto, danos de congelamento podem ainda ser graves; o gelo pode ainda formar-se entre as células, causando danos químicos e mecânicos. As organizações criónicas usam crioprotectores para reduzir esse dano. Soluções crioprotectoras circulam através dos vasos sanguíneos para remover e substituir a água dentro das células com substâncias químicas que impedem o congelamento. Isso pode reduzir bastante os danos, mas o congelamento de pessoas ainda provoca ferimentos que não são reversíveis com a tecnologia actual.
Quando usado em altas concentrações, os crioprotectores param completamente a formação de gelo. Arrefecimento e solidificação sem congelamento é chamado de vitrificação. As primeiras soluções crioprotectoras capazes de vitrificar a taxas de arrefecimento muito baixas e ao mesmo tempo compatíveis com a sobrevivência dos tecidos foram desenvolvidas na década de 1990 pelos criobiologistas Gregory Fahy e Brian Wowk. Estas soluções foram adoptadas para o uso em criónica pela Alcor Life Extension Foundation, para o qual se acredita que permitem vitrificação de algumas partes do corpo humano, especialmente o cérebro. Isso permitiu que cérebros de animais fossem vitrificados, aquecidos e examinados para procura de danos de gelo usando o microscópio normal e electrónico. Nenhum dano de cristais de gelo foi encontrado. A Cryonics Institute também utiliza uma solução de vitrificação desenvolvida por seus funcionários, o Criobiologista, Dr. Yuri Pichugin, aplicando-o principalmente no cérebro.
Na criónica, a vitrificação é diferente da vitrificação em criobiologia porque a vitrificação na criónica não é reversível com a tecnologia actual. É apenas vitrificação estrutural. Quando bem-sucedida, pode evitar lesões de congelamento em algumas partes do corpo, mas com o custo de intoxicação causada por produtos químicos crioprotectores. A natureza desta toxicidade é ainda mal compreendida. Crionicistas assumem que a toxicidade é mais subtil e reparável do que os óbvios danos estruturais que poderiam ser causados pelo congelamento. Se, por exemplo, a toxicidade é devido a proteínas desnaturadas, as proteínas podem ser reparadas ou substituídas.

### Lesão isquémica
Isquemia significa inadequada ou ausência de circulação sanguínea que priva os tecidos de oxigênio e nutrientes. Pelo menos alguns minutos de isquemia é algo habitual no processo da criónica, devido à exigência legal comum de que os procedimentos para preservação criónica não podem começar até que a circulação sanguínea pare. O coração tem de parar de bater para que a morte legal seja declarada. Quando há um aviso prévio de morte clínica iminente, às vezes é possível chamar uma equipa de técnicos para realizar os preparativos para a criopreservação (processo ao qual se dá o nome de "Standby"). A equipa restaura artificialmente a respiração e circulação sanguínea usando técnicas semelhantes a RCP o mais rapidamente possível após o coração parar. O objectivo é manter os tecidos vivos após a morte legal por analogia a procedimentos médicos convencionais em que órgãos e tecidos viáveis são obtidos para transplantes de doadores falecidos legalmente. Morte legal não significa que todas as células do corpo morreram.
Muitas vezes em criónica, o cérebro fica sem oxigénio por vários minutos em temperaturas altas, ou mesmo horas, se o coração pára inesperadamente. Isso causa lesão isquémica no cérebro e outros tecidos, o que torna impossível a reanimação por tecnologia médica actual. Crionicistas justificam a preservação em tais condições, observando os avanços recentes que permitem a reanimação cerebral após longos períodos de isquemia do que o tradicional limite de 4 a 6 minutos, e persistência da estrutura cerebral e até mesmo algumas células cerebrais funcionais após longos períodos de morte clínica. Eles argumentam que as definições de morte mudam conforme a tecnologia avança, e os estágios iniciais do que é actualmente chamado "morte" é realmente uma forma de lesão isquêmica que será reversível no futuro. Eles afirmam que a sobrevivência pessoal durante longos períodos de morte clínica é determinada pelo critério teórico de informação.

### Reanimação
Aqueles que acreditam que o reanimamento pode algum dia ser possível, geralmente olham para a bioengenharia avançada, nanotecnologia molecular, nanomedicina ou upload da mente como tecnologias-chave. A reanimação exige reparação de danos por falta de oxigénio, toxicidade dos crioprotectores, stress térmico (fractura), danos de congelação em tecidos que não vitrificaram com sucesso e reverter os efeitos que causaram a morte do paciente. Em muitos casos, será necessária uma regeneração tecidual extensiva. Cenários hipotéticos de reanimamento geralmente imaginam reparos sendo realizados por um grande número de organismos microscópicos ou dispositivos. Estes dispositivos iriam restaurar a estrutura e química das células ao nível molecular, de preferência antes do aquecimento. Mais radicalmente, a transferência da mente também tem sido sugerida como uma abordagem de reanimamento possível se e quando a tecnologia já estiver desenvolvida para scanear o conteúdo da memória e o conteúdo de um cérebro preservado.
Por vezes tem sido escrito que o reanimamento criónico será um processo last-in-first-out (LIFO ou último a entrar, primeiro a sair). Neste ponto de vista, os métodos de preservação irão ficar progressivamente melhores até que, eventualmente, eles serão demonstrados reversíveis. Será então que depois a medicina vai começar a olhar para trás e reanimar as pessoas criopreservadas por métodos mais primitivos. Se realmente vier a ser possível, o reanimamento de pessoas criopreservadas pela tecnologia criónica inicial pode exigir séculos. Pessoas criopreservadas no futuro, com melhor tecnologia, poderão necessitar de menos tecnologia para serem reanimadas, pois terão sido criopreservadas com melhor tecnologia que causa menos danos ao tecido. A visão criónica de "last in, first out" tem sido criticada porque a qualidade da criopreservação depende de muitos factores que não a era em que a criopreservação tem lugar.
Tem sido afirmado que se as tecnologias de análise e reparo molecular alguma vez forem desenvolvidas, então, teoricamente qualquer corpo danificado poderia ser "reanimado". Assim, a sobrevivência dependeria então se a informação cerebral preservada fosse suficiente para permitir a restauração de toda ou parte da identidade pessoal da pessoa original, sendo a amnésia, a linha final entre o sucesso e o fracasso.

## Neuropreservação
Neuropreservação é a criopreservação do cérebro, junto com a cabeça, através de remoção cirúrgica e eliminação (geralmente cremação) do resto do corpo. Neuropreservação, às vezes chamada de "neuro", é uma das duas opções distintas de preservação na criónica, sendo a outra, preservação de "corpo inteiro".
A Neuropreservação é justificada pelo papel do cérebro como o repositório principal da memória e da identidade pessoal (Por exemplo, vítimas de lesão medular, pacientes de transplante de órgãos e amputados conservam a sua identidade pessoal). Também é motivada pela crença de que a inversão de qualquer tipo de preservação criónica é tão difícil e complexa que qualquer tecnologia futura capaz de, deve por sua natureza, ser capaz de regeneração do tecido, incluindo o crescimento de um novo corpo em torno de um cérebro reparado. Alguns cenários sugeridos de reanimamento para pacientes de corpo inteiro até sugerem mesmo dispensar o corpo original e regenerar um corpo novo, porque os tecidos estão muito danificados pelo processo de preservação. Essas considerações, juntamente com menores custos, transporte mais fácil em emergências e o foco específico sobre a qualidade de preservação do cérebro, têm motivado muitos pacientes a escolher a neuropreservação.
As vantagens e desvantagens da neuropreservação são frequentemente debatidas entre os defensores da criónica. Críticos da neuropreservação crêem que o corpo é um registro de muita da experiência de vida, incluindo as habilidades motoras aprendidas (memória muscular). Enquanto alguns crionicistas duvidam de que um paciente neuro reanimado seria a mesma pessoa, há questões mais amplas sobre como um corpo regenerado pode sentir-se diferente do original. Em parte por estas razões (bem como para uma melhor relação com o público), a Cryonics Institute preserva apenas corpos inteiros. Alguns defensores da neuropreservação concordam com estas preocupações, mas ainda assim sentem que os custos mais baixos e melhor preservação do cérebro justificam a concentração de esforços na preservação do cérebro. Cerca de dois terços dos pacientes armazenados na Alcor são pacientes neuro. Embora a American Cryonics Society já não ofereça a opção neuro, cerca de metade dos seus pacientes são "neuros".

## Organizações criónicas para armazenamento de longo prazo
Actualmente existem 4 organizações criónicas de armazenamento de longo prazo para humanos e animais. Estas organizações comprometem-se a armazenar o paciente durante os anos que forem precisos, até que seja possível reanima-lo quando a tecnologia o permitir. Os pacientes são colocados em Dewars com nitrogénio líquido a -190 graus Celsius.

## Vida pós reanimação no futuro
As pessoas que optam pela criónica, geralmente acreditam que no futuro, a medicina poderá dar-lhes juventude eterna (mesmo os que se criopreservaram já idosos, poderão rejuvenescer) e vida eterna. Esse assunto é geralmente chamado por "extensão da vida".

## Presença na ficção
A criónica com o propósito de animação suspensa é mostrada em várias histórias de comédia, terror e ficção científica. Uma utilidade comum é para contornar o longo período de uma viagem interestelar, como nos filmes Alien e Avatar, e o jogo Mass Effect: Andromeda. Outras histórias como Eternamente Jovem, Futurama e Idiocracy tem os protagonistas sendo congelados em cápsulas por longos períodos e despertando em um mundo muito diferente do que viviam.